# Torricola
Torricola è la ventunesima zona di Roma nell'Agro romano, indicata con Z. XXI.

## Geografia fisica

### Territorio
Si trova nell'area sud della città, unica a trovarsi sia a ridosso che internamente al Grande Raccordo Anulare, fra la via Appia Nuova a est e la via Ardeatina a ovest.
La zona confina:
- a nord con il quartiere Q. XX Ardeatino[1] e con il quartiere Q. XXVI Appio-Pignatelli[2]
- a est con il quartiere Q. XXV Appio Claudio[3] e con la zona Z. XVIII Capannelle[4]
- a sud con le zone Z. XX Aeroporto di Ciampino[5] e Z. XXIII Castel di Leva[6]
- a ovest con la zona Z. XXII Cecchignola[7]

## Monumenti e luoghi d'interesse

### Architetture civili
- Casale con torre della Tenuta di Santa Maria Nova, su via Appia Antica. Casale medioevale. 41.830657°N 12.546083°E

Casale della famiglia Caetani, riadattato ad abitazione dall'architetto Luigi Walter Moretti.
- Casale di Torricola, su via di Torricola. Casale del XVI secolo. 41.812509°N 12.550336°E
- Casale della Sergetta, su via Appia Antica. Casale del XIX secolo. 41.811621°N 12.562815°E
- Osteria delle Corse, su via Appia Nuova. Casale del XX secolo. 41.820989°N 12.566178°E

### Siti archeologici
- Via Appia, strada romana del IV-III secolo a.C. 41.828277°N 12.547327°E
- Casal Rotondo, su via Appia Antica (VI miglio). Sepolcro del I secolo a.C.[8]
- Villa dei Quintili, su via Appia Antica (V miglio). Villa del II secolo.[9][10]
- Acquedotto della Villa dei Quintili, su via Appia Antica. Acquedotto del II secolo. 41.815735°N 12.565917°E
- Sepolcro presso la villa dei Quintili, su via Appia Nuova angolo via Bisignano. Sepolcro dell'età imperiale. 41.830406°N 12.556746°E
- Domus della Tenuta di Santa Maria Nova, su via Appia Antica (V miglio). Villa dell'età imperiale. 41.83031°N 12.546093°E
- Sepolcro dei Quintili, su via Appia Antica (V miglio). Sepolcro dell'età imperiale. 41.829425°N 12.546448°E
- Sepolcro dei Curiazi, su via Appia Antica (V miglio). Sepolcro dell'età imperiale.[11] 41.830638°N 12.544487°E
- Sepolcri degli Orazi, su via Appia Antica (V miglio). Sepolcro dell'età imperiale.[11] 41.828688°N 12.546708°E
- Sepolcro in calcestruzzo, su via Appia Antica (VI miglio). Sepolcro dell'età imperiale. 41.823324°N 12.553024°E
- Sepolcro di Settimio Galla, su via Appia Antica (VI miglio). Sepolcro dell'età imperiale. 41.825657°N 12.550194°E
- Sepolcro a torre, su via Appia Antica (VI miglio). Sepolcro dell'età imperiale. 41.825055°N 12.551099°E
- Tomba dei fasci consolari, su via Appia Antica (VI miglio). Sepolcro dell'età imperiale. 41.824396°N 12.551816°E
- Sepolcro della statua, su via Appia Antica (VI miglio). Sepolcro dell'età imperiale. 41.823688°N 12.552601°E
- Sepolcro di Minucia, su via Appia Antica (VI miglio). Sepolcro dell'età imperiale. 41.818011°N 12.55859°E
- Colombario, su via Appia Antica (VI miglio). Colombario dell'età imperiale. 41.817625°N 12.559135°E
- Torre Selce, su via Appia Antica (VI miglio). Torre dell'XI-XII secolo.[12] 41.816889°N 12.560755°E
- Castello dei Conti di Tuscolo, su via Appia Antica (V miglio). Fortificazione del X-XII secolo. 41.827938°N 12.548245°E
- Torre medievale, su via di Torricola Nuova. 41.808065°N 12.541838°E
- Torre presso la Villa dei Quintili. Torre del XIV secolo. 41.833026°N 12.550987°E

### Aree naturali
- Parco regionale dell'Appia antica 41.822497°N 12.544175°E

### Altro
- Monumento per i caduti della strada, su via Appia Nuova rampa per il GRA. Memoriale del XX secolo. 41.812738°N 12.571874°E

## Infrastrutture e trasporti
|  | È raggiungibile dalla stazione di Torricola. |

|  | È raggiungibile dalla stazione di Torricola. |

## Galleria d'immagini

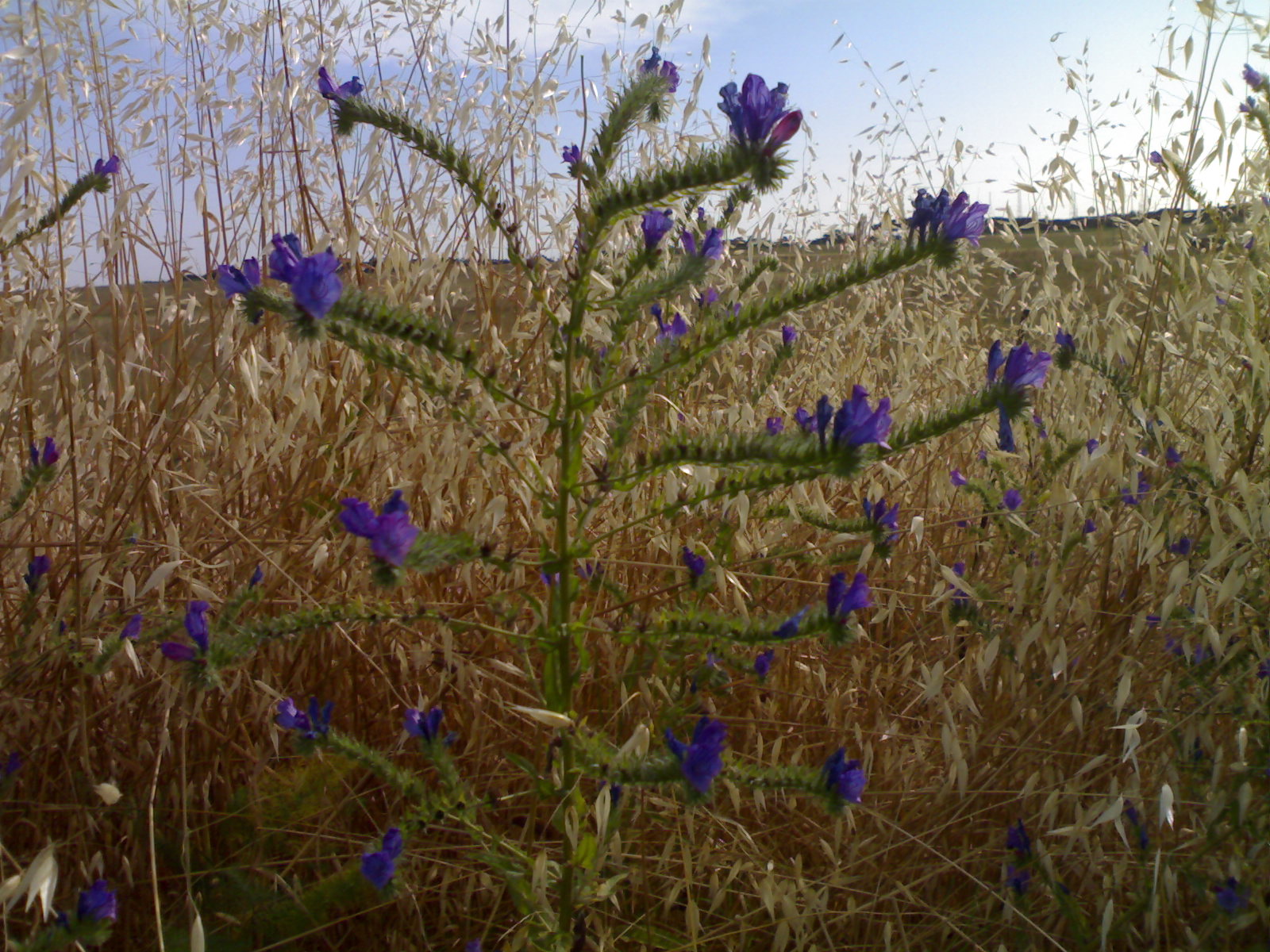
Pianta non identificata in via Stazione di Torricola.
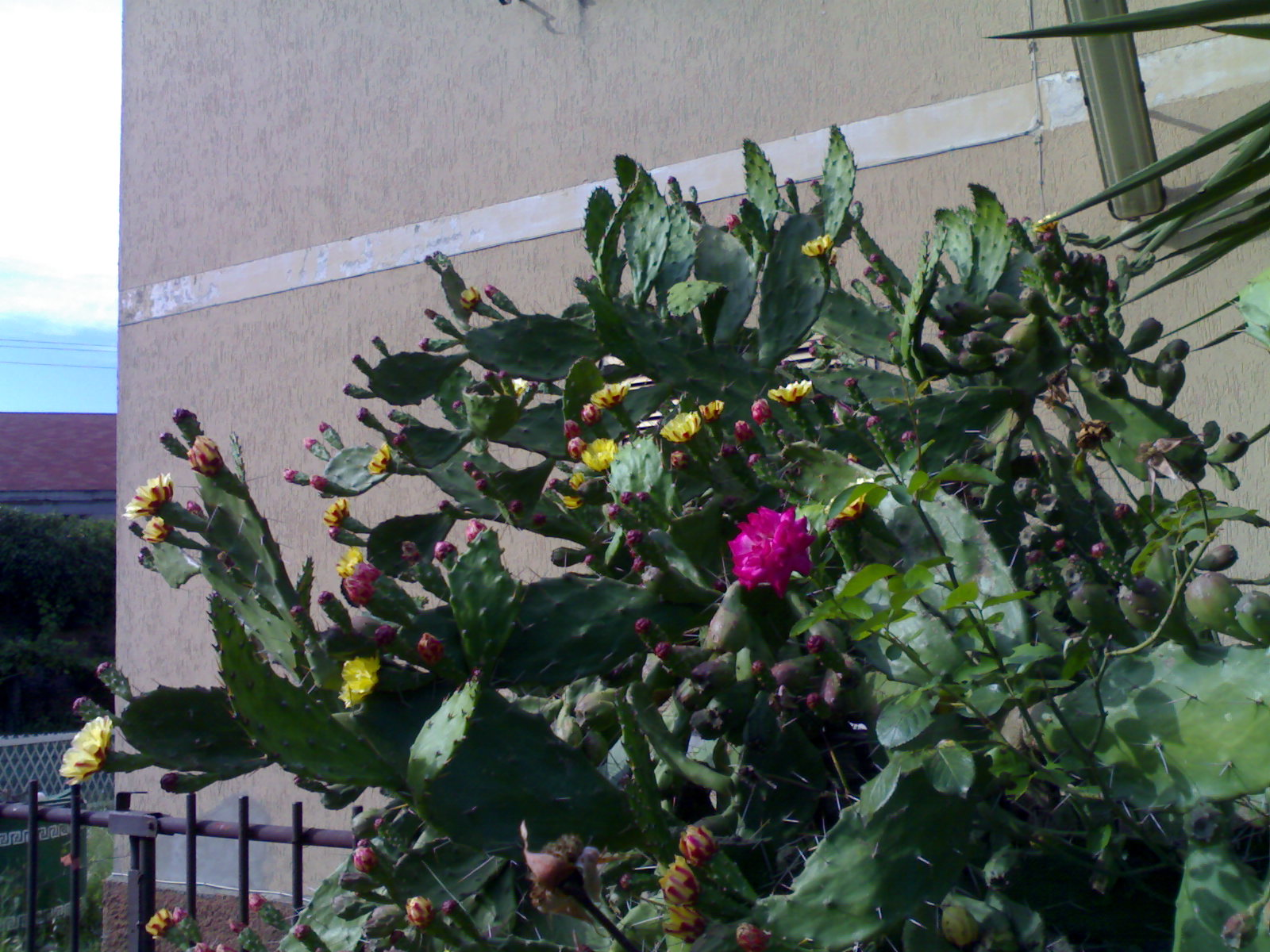
Fichi d'india in fiore in via Stazione di Torricola.
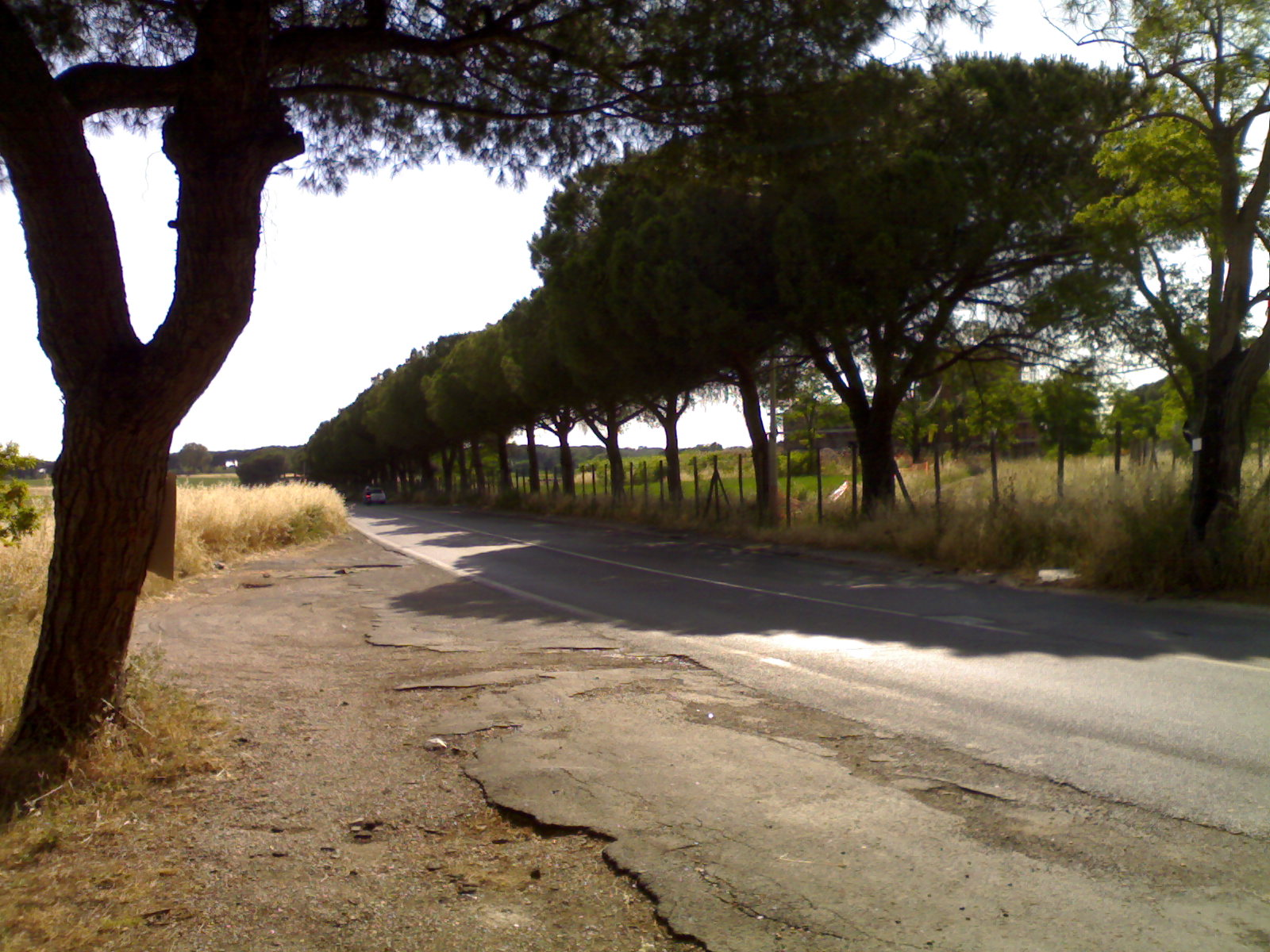
Pini domestici in via di Torricola.